# Vladimír Píša
Vladimír Píša (17. listopadu 1918 Praha – 17. listopadu 2003 Praha) byl český památkář, úředník a historik umění, spoluzakladatel pražské památkové péče.

## Život a dílo
Vystudoval obchodní akademii v Praze a nastoupil jako asistent a nástupce Rudolfa Hlubinky do stavebního odboru Magistrátu hl. m. Prahy, roku 1951 přejmenovaného na Národní výbor hl. m. Prahy. Podílel se na přípravách prvního památkového zákona a na zakládání sítě středisek státní památkové péče. Do pražského střediska přešel hned po jeho ustavení a v letech 1963–1988 tam vedl odbor stavební archeologie, do něhož přivedl také historika umění Huberta Ječného. Spolupracoval se Státním ústavem pro rekonstrukce památkových měst a objektů i s archeology. Podílel se na ustavení archeologické komise pro velkou Prahu, v níž zástupci Archeologického ústavu ČSAV (Miroslav Richter, Milan Princ), Muzea hl. m. Prahy (Marie Fridrichová, po ní Josef Havel) a Pražského střediska státní památkové péče a ochrany přírody koordinovali svůj stavebně historický a archeologický dohled i archeologické průzkumy před a při výstavbě a rekonstrukci Prahy. Zájem o středověké archeologické stavební památky, vzor Rudolfa Hlubinky a Jiřího Čarka přivedl Vladimíra Píšu k dálkovému studiu dějin umění na filozofické fakultě Univerzity Karlovy v Praze a následně k externí aspirantuře, se soustředěním na románské památky, zejména domy.
Jeho hlavní práce byla úřední a organizační. Byl členem redakční rady sborníku Staletá Praha. Jako badatel byl první, kdo sestavil seznam románských domů v Praze a prozkoumal románský dvorec pánů z Kunštátu čp. 222/I v Řetězové ulici na Starém Městě, který byl pod jeho vedením odhalen a zpřístupněn veřejnosti, do dvou pater se nastěhovali archeologové, konzervátoři, dokumentátoři, fotografové a jejich materiál.
Před obnovou baziliky sv. Markéty v Břevnově v letech 1965–1968 vedl průzkum středověké krypty, který dokončili a vyhodnotili Petr Sommer a Zdeněk Dragoun o tři desetiletí později.